# اچ‌ام‌اس دارتموث (۱۶۹۸)
اچ‌ام‌اس دارتموث (۱۶۹۸) (به انگلیسی: HMS Dartmouth (1698)) یک کشتی بود که طول آن ۱۳۱ فوت ۰ ۳⁄۴ اینچ (۳۹٫۹ متر) بود.